# 馬佐尼亞 (伊利諾伊州)
馬佐尼亞（英語：Mazonia）是位於美國伊利諾伊州格蘭迪縣的一個非建制地區。該地的面積和人口皆未知。

## 地理
馬佐尼亞的座標為41°12′33″N 88°16′52″W / 41.20917°N 88.28111°W，而該地的平均海拔高度為175米（即574英尺）。